# Lacková
Lacková é um município da Eslováquia, situado no distrito de Stará Ľubovňa, na região de Prešov. Tem 6,21 km² de área e sua população em 2018 foi estimada em 161 habitantes.

## Demografia
| Ano:        | 1994 | 2004   | 2014   | 2024   |
| ----------- | ---- | ------ | ------ | ------ |
| Broj ljudi: | 175  | 172    | 167    | 164    |
| Razlika:    |      | -1,71% | -2,90% | -1,79% |

| Ano:               | 2023 | 2024   |
| ------------------ | ---- | ------ |
| Número de pessoas: | 158  | 164    |
| Diferença:         |      | +3,79% |